# Josef Durdík
Josef Durdík (Hořice, Csehország, 1837. október 15. – Prága, 1902. június 30.) cseh filozófus.

## Élete
1867-ben gimnáziumi tanár volt, 1867-ben a bölcselet magán-, 1882-ben a prágai cseh egyetem felállítása után ezen szak rendes tanára lett. Durdík Volkmann tanítványa és a herbartizmus követője. A drámairásban is tett kísérletet: Stanislav a Ludmilával. Nagyon becsesek drámai művekről írt alkalmi bírálatai. Byron Kain-ját mesterien fordította le. 1883-tól tagja volt a cseh képviselőháznak.

## Munkái
- Leibnitz und Newton (Halle, 1869)
- Vseobecná aesthetika (Általános széptan, 1875)
- Opoesii á povaze lorda Byrona (Byron költészetéről és jelleméről, Prága, 1870)
- A morális haladásról (csehül, 1884)